# Dmanisi
Dmanisi (georgiano: დმანისი) è una cittadina ed un sito archeologico situato nella regione di Kvemo Kartli in Georgia, circa 93 km a sud-ovest della capitale nazionale Tbilisi, nella valle del fiume Mashavera.

## Storia
La città di Dmanisi viene citata la prima volta nel IX secolo come possedimento dell'emirato arabo di Tbilisi, anche se l'area fu abitata fin dall'inizio dell'età del bronzo. Una cattedrale ortodossa, la cattedrale di Dmanisi Sioni, vi fu costruita nel VI secolo. Posta sulla confluenza di rotte commerciali e di influenze culturali, Dmanisi fu di particolare importanza, diventando un importante centro di commercio dell Georgia medievale. La città fu conquistata dai turchi Selgiuchidi attorno al 1080, ma fu in seguito liberata dai re georgiani Davide il Costruttore e Demetrio I tra il 1123 ed il 1125. Gli eserciti turco-mongoli guidati da Tamerlano devastarono la città nel XIV secolo. Nuovi saccheggi furono messi in atto dai Turcomanni nel 1486. Dmanisi non riuscì più a riprendersi, ed iniziò il suo declino che la portò ad essere un villaggio scarsamente abitato nel XVIII secolo.

## Sito archeologico

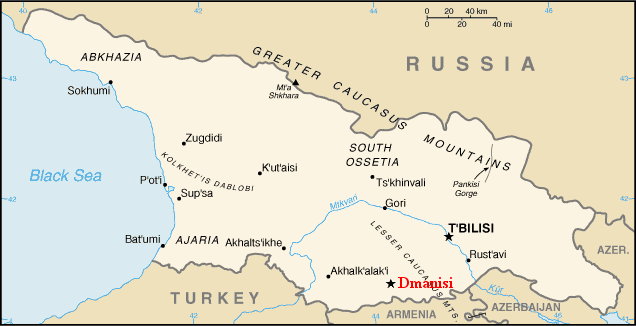
Posizione geografica di Dmanisi

Scavi archeologici intensivi iniziarono nel 1936 e proseguirono fino agli anni sessanta. Oltre ad una ricca collezione di artefatti antichi e medievali, ed alle rovine di numerosi edifici e strutture, sono stati scoperti resti unici di animali preistorici e umani. Alcune ossa di animali sono state identificate dal paleontologo georgiano A. Vekua, che nel 1983 riconobbe i denti del rinoceronte estinto Dicerorhinus etruscus etruscus. Questa specie risale presumibilmente all'inizio del Pleistocene.
La scoperta di utensili primitivi, effettuata nel 1984, aumentò notevolmente l'interesse prodotto dal sito archeologico. Nel 1991 una squadra di studiosi georgiani si unì agli archeologi tedeschi del Römisch-Germanisches Zentralmuseum, ed in seguito ai ricercatori statunitensi, francesi e spagnoli.

### Homo georgicus
Antichi fossili umani, chiamati Homo georgicus, furono trovati a Dmanisi tra il 1991 ed il 2005. Vista la datazione effettuata a 1,8 milioni di anni fa, l'Homo georgicus potrebbe essere stata una specie separata di homo, precedente all'Homo erectus, e rappresenterebbe il più antico stadio di presenza umana nel Caucaso.
In seguito furono rinvenuti quattro scheletri, che mostravano caratteristiche primitive nel cranio e nella parte superiore del corpo, ma con spina dorsale ed arti inferiori relativamente avanzati. Sono oggi noti come specie separata, ma rappresentano uno stadio di transizione subito successivo a quello tra Australopithecus e Homo erectus, e risalgono a 1,8 milioni di anni fa.

## Galleria d'immagini

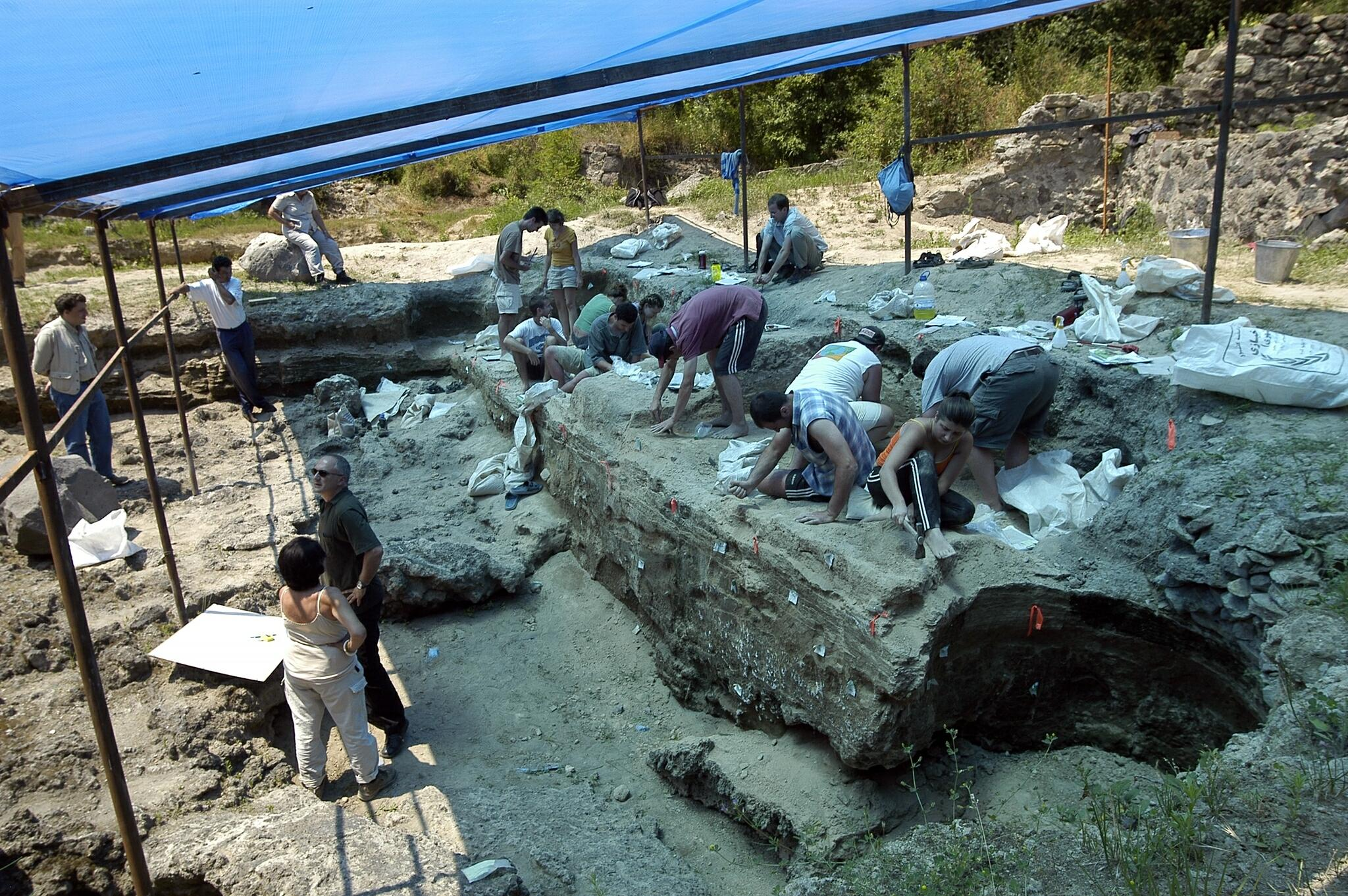
Scavi di Dmanisi nel 2007.
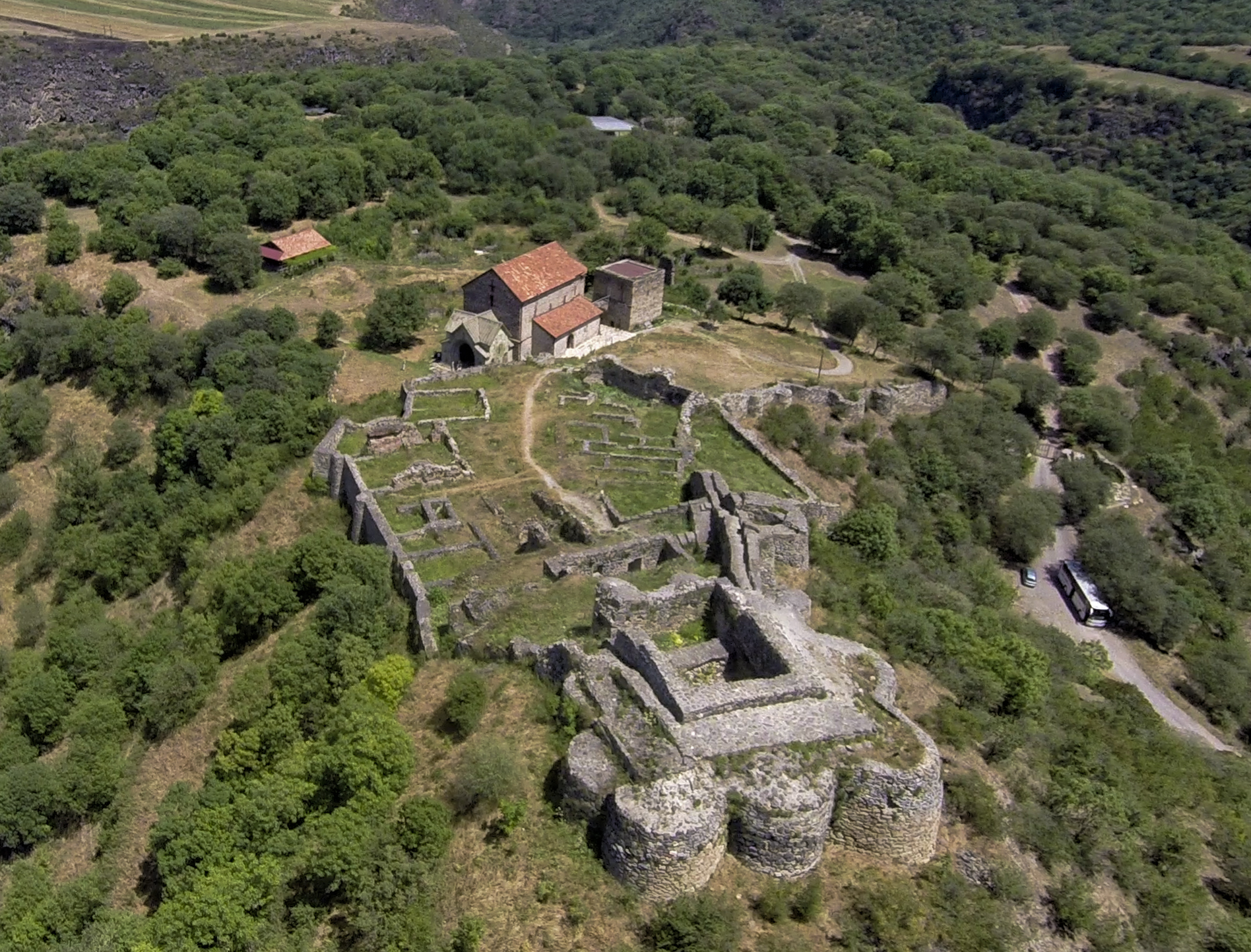
Rovine del castello a Dmanisi.